# Алай, Наим
Наим Алай (алб. Naim Allaj; родился 30 ноября 1950 года, Кавая, Албания) — бывший албанский футболист, игравший на позиции полузащитника в футбольном клубе «Беса Кавая».

## Клубная карьера
Наим Алай в 70-х выступал за «Беса Кавая».

## Карьера в сборной
Наим Алай дебютировал за Албанию 10 октября 1973 года в квалификации на чемпионат мира по футболу 1974 года против Финляндии. Второй матч Алай сыграл в товарищеском матче против Китая 8 ноября 1973 года.